# Sugiura Jūgō

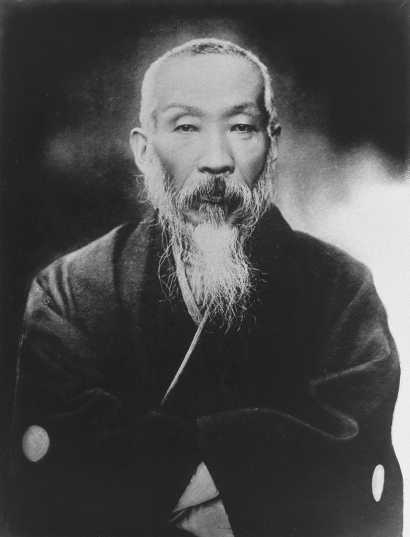
Sugiura Jūgō

Sugiura Jūgō (japanisch 杉浦 重剛, auch Sugiura Shigetake gelesen; geboren 19. April 1855 in Zeze, Provinz Ōmi; gestorben 13. Februar 1924) war ein japanischer Erzieher und Denker.

## Leben und Wirken
Sugiura Jūgō wurde als Sohn einer Familie von konfuzianischen Gelehrten geboren. Er reiste 1870 nach Tōkyō und studierte an der „“Daigaku Nankō„“ (大学南校), einer Vorläufereinrichtung der Universität Tōkyō. Er wirkte als Verwalter an der Kokugakuin-Universität, betrieb eine private Schule unter dem Namen „Shōkō-juku“ (称好塾) und gründete die „Tōkyō Schule für Englisch“ (東京英学校, Tōkyō Ei-gakkō), die spätere „Höhere Schule Japans“ (日本学園高校, Nihon gakuen kōkō). 
Sugiura schloss sich 1888 dem Journalisten Miyake Setsurei und anderen Ultranationalisten (国粋主義者, Kokusui shugisha) an und schrieb für deren Zeitschrift „Nihonjin“ (日本人). In diesen Beiträgen findet man Sugiuras Ansicht, die menschliche Entwicklung könne durch eine Verbindung der westlichen Wissenschaft mit nationalen Vorstellungen Japans vorangetrieben werden. Sugiura vertrat auch diese Position während seiner Zeit als Lehrer des Kronprinzen und späteren Kaisers Shōwa und der späteren Kaiserin Nagako, die sich von 1914 bis 1921 erstreckte.